# Episodi di Beavis and Butt-head (sesta stagione)
La sesta stagione della serie televisiva Beavis and Butt-head, composta da 20 episodi, è stata trasmessa negli Stati Uniti, da MTV, dal 31 ottobre 1995 al 7 marzo 1996.
In Italia è stata trasmessa dal 17 giugno al 22 luglio 1999 su MTV.
Per la maggioranza degli episodi, il doppiaggio italiano è stato eseguito da Luigi Rosa e Paolo Rossi rispettivamente nei ruoli di Beavis e Butt-head, mentre i restanti episodi da Faso e Elio, sempre nei rispettivi ruoli di Beavis e Butt-Head.
Le date della prima trasmissione in Italia non sono al momento disponibili.
| nº | Titolo originale               | Titolo italiano                  | Prima TV USA     | Prima TV Italia | Doppiatori italiani di Beavis e di Butt-head |
| -- | ------------------------------ | -------------------------------- | ---------------- | --------------- | -------------------------------------------- |
| 1  | Bungholio: Lord of the Harvest | Buttoween                        | 31 ottobre 1995  | 17 giugno 1999  | Faso e Elio                                  |
| 2  | The Mystery of Morning Wood    | Il mistero dell'aurora nel bosco | 20 novembre 1995 | 17 giugno 1999  | Luigi Rosa e Paolo Rossi                     |
| 3  | US History                     | Storia americana                 | 20 novembre 1995 | 17 giugno 1999  | Luigi Rosa e Paolo Rossi                     |
| 4  | Feel a Cop                     | Fatti la poliziotta              | 21 novembre 1995 | 17 giugno 1999  | Luigi Rosa e Paolo Rossi                     |
| 5  | Date Watchers                  | I guardoni                       | 22 novembre 1995 | 24 giugno 1999  | Luigi Rosa e Paolo Rossi                     |
| 6  | Blood Pressure                 | Pressione del sangue             | 23 novembre 1995 | 24 giugno 1999  | Luigi Rosa e Paolo Rossi                     |
| 7  | Huh-Huh-Humbug                 | Il sogno di Natale               | 19 dicembre 1995 | 24 giugno 1999  | Luigi Rosa e Paolo Rossi                     |
| 8  | It's a Miserable Life          | La vita è una cosa deprimente    | 19 dicembre 1995 | 1ºluglio 1999   | Luigi Rosa e Paolo Rossi                     |
| 9  | Babysitting                    | Baby sitter                      | 14 gennaio 1996  | 1ºluglio 1999   | Faso e Elio                                  |
| 10 | Vidiots                        | Videoidioti                      | 14 gennaio 1996  | 1ºluglio 1999   | Faso e Elio                                  |
| 11 | Stewart Is Missing             | Stewart è scomparso              | 15 gennaio 1996  | 1ºluglio 1999   | Luigi Rosa e Paolo Rossi                     |
| 12 | Gang of Two                    | Una banda di due                 | 16 gennaio 1996  | 8 luglio 1999   | Luigi Rosa e Paolo Rossi                     |
| 13 | Sprout                         | Il germoglio                     | 17 gennaio 1996  | 8 luglio 1999   | Faso e Elio                                  |
| 14 | Prank Call                     | Scherzi telefonici               | 28 gennaio 1996  | 8 luglio 1999   | Luigi Rosa e Paolo Rossi                     |
| 15 | No Service                     | Fuori servizio                   | 28 gennaio 1996  | 15 luglio 1999  | Faso e Elio                                  |
| 16 | Yard Sale                      |                                  | 4 marzo 1996     | 15 luglio 1999  | Luigi Rosa e Paolo Rossi                     |
| 17 | P.T.A.                         | Consiglio scolastico             | 4 marzo 1996     | 15 luglio 1999  | Faso e Elio                                  |
| 18 | Substitute                     | Il supplente                     | 5 marzo 1996     | 15 luglio 1999  | Faso e Elio                                  |
| 19 | Shopping List                  | La lista della spesa             | 6 marzo 1996     | 22 luglio 1999  | Faso e Elio                                  |
| 20 | Buy Beer                       | La birra                         | 7 marzo 1996     | 22 luglio 1999  | Faso e Elio                                  |

## Buttoween
- Titolo originale: Bungholio: Lord of the Harvest
- Diretto da: Mike Judge
- Scritto da: Sam Johnson, Chris Marcil, Mike Judge, Kristofor Brown, Guy Maxtone-Graham e David Felton.

### Trama
Episodio Speciale Halloween: I due vanno a fare Dolcetto o Scherzetto. In questo episodio ricompare Cornholio.

## Il mistero dell'aurora nel bosco
- Titolo originale: The Mystery of Morning Wood

### Trama
Van Driessen assegna come compito alla classe di risolvere un mistero, così Beavis e Butt-head scelgono di imparare come ottenere delle erezioni la mattina.

## Storia americana
- Titolo originale: US History

### Trama
A scuola, a Beavis e Butt-head viene chiesto di raccontare una storia americana.

## Fatti la poliziotta
- Titolo originale: Feel a Cop

### Trama
Beavis e Butt-head cercano invano di abbordare una prostituta che si rivela un poliziotto sotto copertura.

## I guardoni
- Titolo originale: Date Watchers

### Trama
I due ragazzi seguono l'insegnante hippie Van Driessen mentre lui ha un appuntamento con una ragazza, chiedendogli cortesemente se possono spiarlo dalla finestra.

## Pressione del sangue
- Titolo originale: Blood Pressure

### Trama
Beavis rimane col braccio intrappolato in una macchina di prova della pressione sanguigna di una farmacia, mentre Butt-head fa diversi tentativi potenzialmente fatali inutili per aiutarlo.

## Il sogno di Natale
- Titolo originale: Huh-Huh-Humbug

### Trama
Episodio diviso in due parti. Nel primo, mentre tenta di guardare un film per adulti, Beavis è visitato da un trio di fantasmi, con le sembianze dei suoi insegnanti, il dirigente Tom Anderson, il professor Van Driessen e l'insegnante di educazione fisica Buzzcut, che gli mostrano il suo passato e lo ammoniscono sul proprio futuro. Una parodia della celebre novella Canto di Natale di Charles Dickens.

## La vita è una cosa deprimente
- Titolo originale: It's a Miserable Life

### Trama
Conclusione. Butt-head è visitato dal suo Angelo Custode che gli mostra come la vita a Highland sarebbe stata migliore se non fosse mai nato. Ignorato dal ragazzo, l'Angelo opta per il gesto estremo. Una parodia al contrario del classico La vita è meravigliosa di Frank Capra.

## Baby sitter
- Titolo originale: Babysitting

### Trama
I due fanno i babysitter a due bambini di un vicino, con risultati prevedibili.

## Videoidioti
- Titolo originale: Vidiots

### Trama
Beavis e Butt-head vanno a un servizio di video datazione, avendo trovato un successo, se non fossero così stupidi.

## Stewart è scomparso
- Titolo originale: Stewart Is Missing

### Trama
Quando Stewart scompare, il duo è convinto che i suoi genitori gli aiutino a trovarlo.

## Una banda di due
- Titolo originale: Gang of Two

### Trama
Dopo un incontro con Todd, Beavis e Butt-head tentano di formare una propria banda.

## Il germoglio
- Titolo originale: Sprout

### Trama
Van Driessen insegna alla classe come seminare delle piante, così Beavis e Butt-head impiantano del mais per fare "crescere" dei nachos. Partecipazione della loro compagna Daria, protagonista dell'omonimo spinoff

## Scherzi telefonici
- Titolo originale: Bungholio: Prank Call

### Trama
Trovato su un elenco telefonico, Beavis e Butt-head cercano guai attraverso le ripetute telefonate burla ad un tipaccio di nome Harry Sachz, la quale pronuncia suona triviale, per condurlo involontariamente a casa di Stewart.

## Fuori servizio
- Titolo originale: No Service

### Trama
Beavis è stato chiamato di andare da solo al Burger World, ma è poi affiancato da Butt-head, che tenta di rovinare la sua giornata.

## Yard Sale
- Titolo originale: Yard Sale

### Trama
Beavis e Butt-head prendono in consegna il cantiere in vendita del signor Anderson, vendendo praticamente tutto nella sua casa.

## Consiglio scolastico
- Titolo originale: P.T.A.

### Trama
Beavis e Butt-head partecipano a un incontro genitori-insegnanti, un incontro che si traduce in una grande rissa.

## Il supplente
- Titolo originale: Substitute

### Trama
Van Driessen è stato ferito e la sua sostituzione è dalla parte di tutti ad eccezione di Beavis e Butt-head.

## La lista della spesa
- Titolo originale: Shopping List

### Trama
Beavis e Butt-head vanno a fare shopping per un favore a Tom Anderson.

## La birra
- Titolo originale: Buy Beer

### Trama
Beavis e Butt-head si illudono di ubriacarsi con della birra analcolica a loro venduta in quanto minorenni. Un poliziotto di pattuglia li ferma credendoli in stato di ebbrezza.